# Les Toqués (film)
Pour plus de détails, voir Fiche technique et Distribution.
Les Toqués (Чокнутые, Tchioknoutye) est un film soviétique réalisé par Alla Sourikova, sorti en 1991,.

## Fiche technique
- Titre français : Les Toqués[3]
- Photographie : Valeri Chouvalov
- Musique : Gennadi Gladkov
- Décors : Vladimir Korolev